# Île-de-Sein
L'île-de-Sein (in bretone: Enez Sun) è un comune francese nel dipartimento del Finistère in Bretagna. Il territorio comunale è costituito dall'isola omonima e da alcuni isolotti vicini.
L'isola si trova nell'Oceano Atlantico, al largo della penisola bretone, a 8 km dalla pointe du Raz, da cui è separata dal raz de Sein.
Essa si trova sulle rotte marittime che da sud vanno verso la Manica. L'area di mare dell'isola, detta Chaussée de Sein, è nota per la sua pericolosità ed i frequenti naufragi (noto quello dove ha trovato la morte Edouard Michelin), per contrastare i quali sono stati installati numerosi fari e boe.

## Geografia fisica

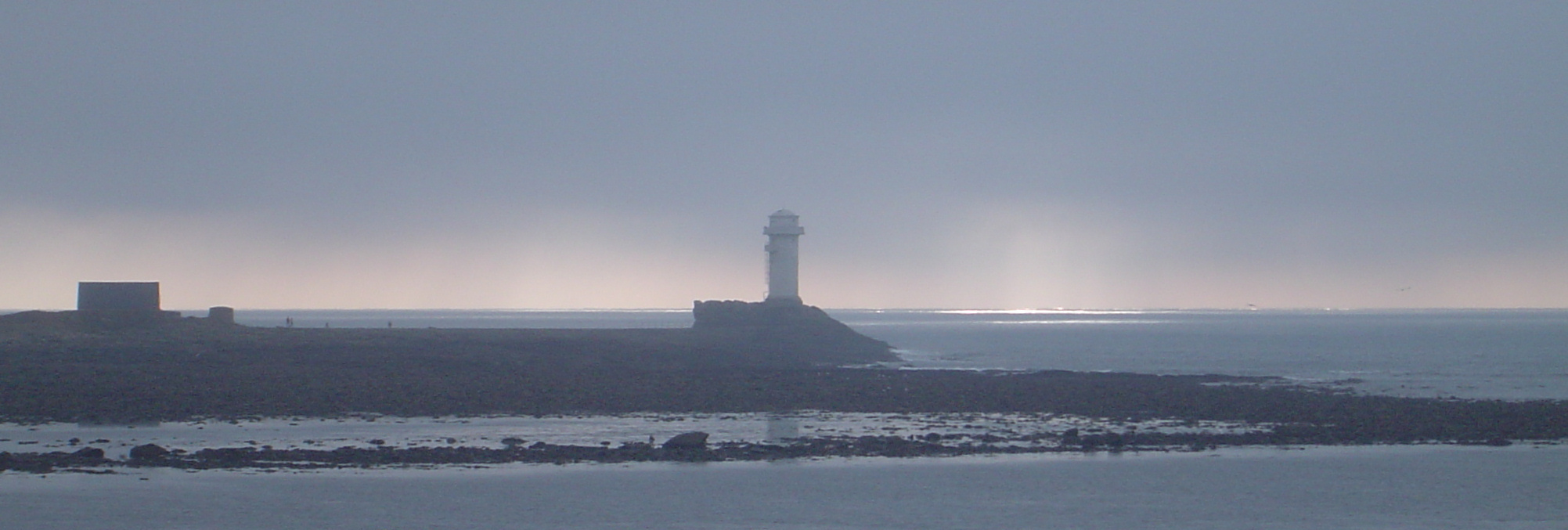
Le Guerveur.

Il comune è costituito per la maggior parte dall'Isola di Sein, che gli dà il nome, e dagli isolotti vicini.
Il collegamento col continente è assicurato da un traghetto quotidiano da e per Audierne (compagnia marittima Penn ar Bed), con maggior frequenza nella stagione turistica.
Il paese fa oggi parte dei Plus beaux villages de France. I suoi abitanti si chiamano Sénans.

## Storia

### Simboli
Lo stemma comunale, creato nel 1953, si blasona:
Il bisante d'argento con la moscatura di ermellino in campo azzurro simbolizza la posizione geografica dell'isola bretone; l'attività principale dei suoi abitanti è la pesca dei crostacei, rappresentata dalle tre aragoste. Lo scudo è accollato ad un faro che riproduce quello distrutto dalle truppe tedesche in ritirata il 4 agosto 1944.
Il motto in bretone ("Di luce riempi il nostro spirito") è un'invocazione allo Spirito Santo, essendo la popolazione dell'isola profondamente cattolica, ma allude anche all'importanza del faro, essenziale per i marinai che navigano le sue acque.

## Società

### Evoluzione demografica
Abitanti censiti